# Crue du Doubs de 1910 à Besançon
Vous lisez un « bon article » labellisé en 2011.

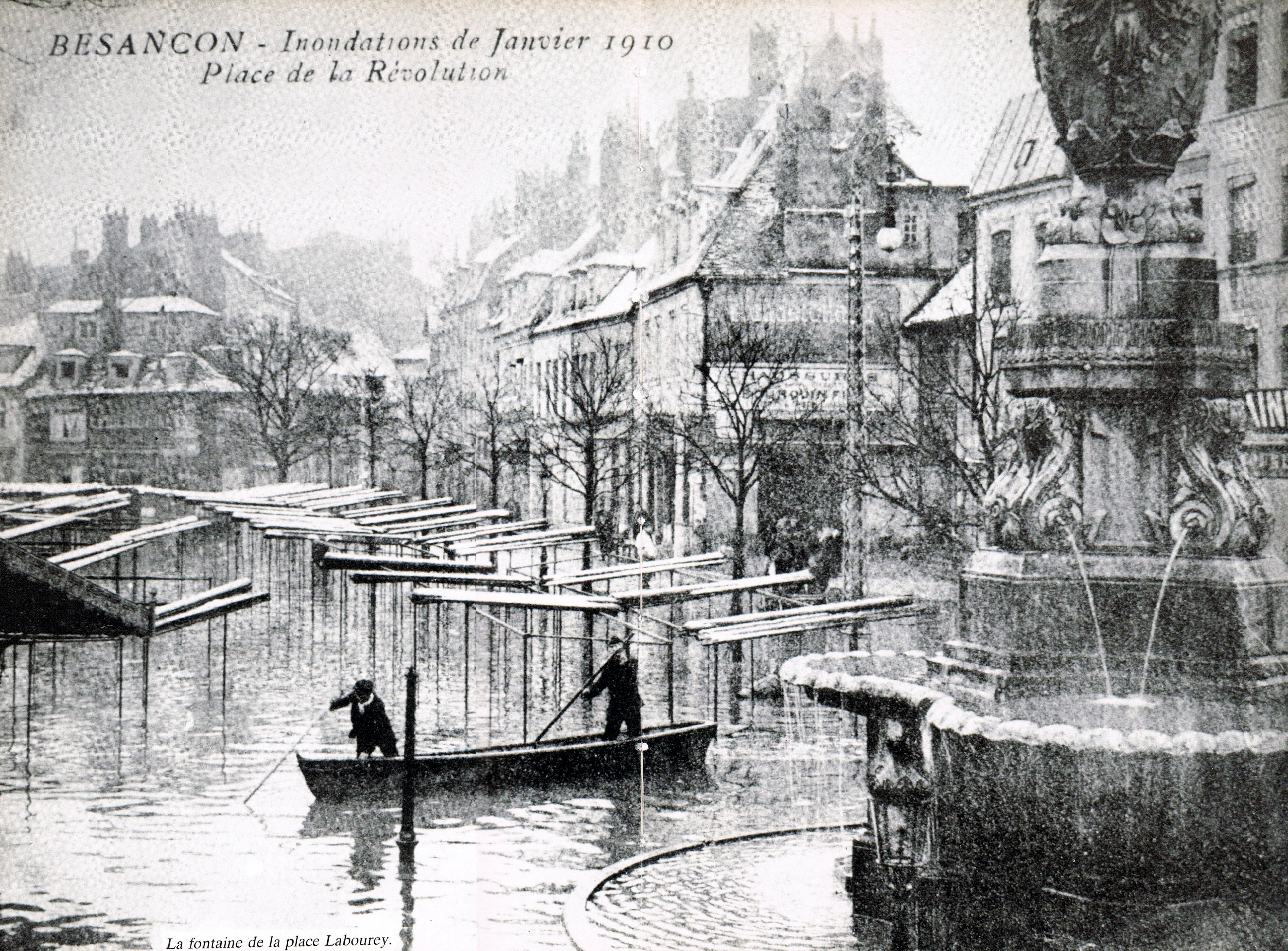
La place de la Révolution, le 21 janvier.

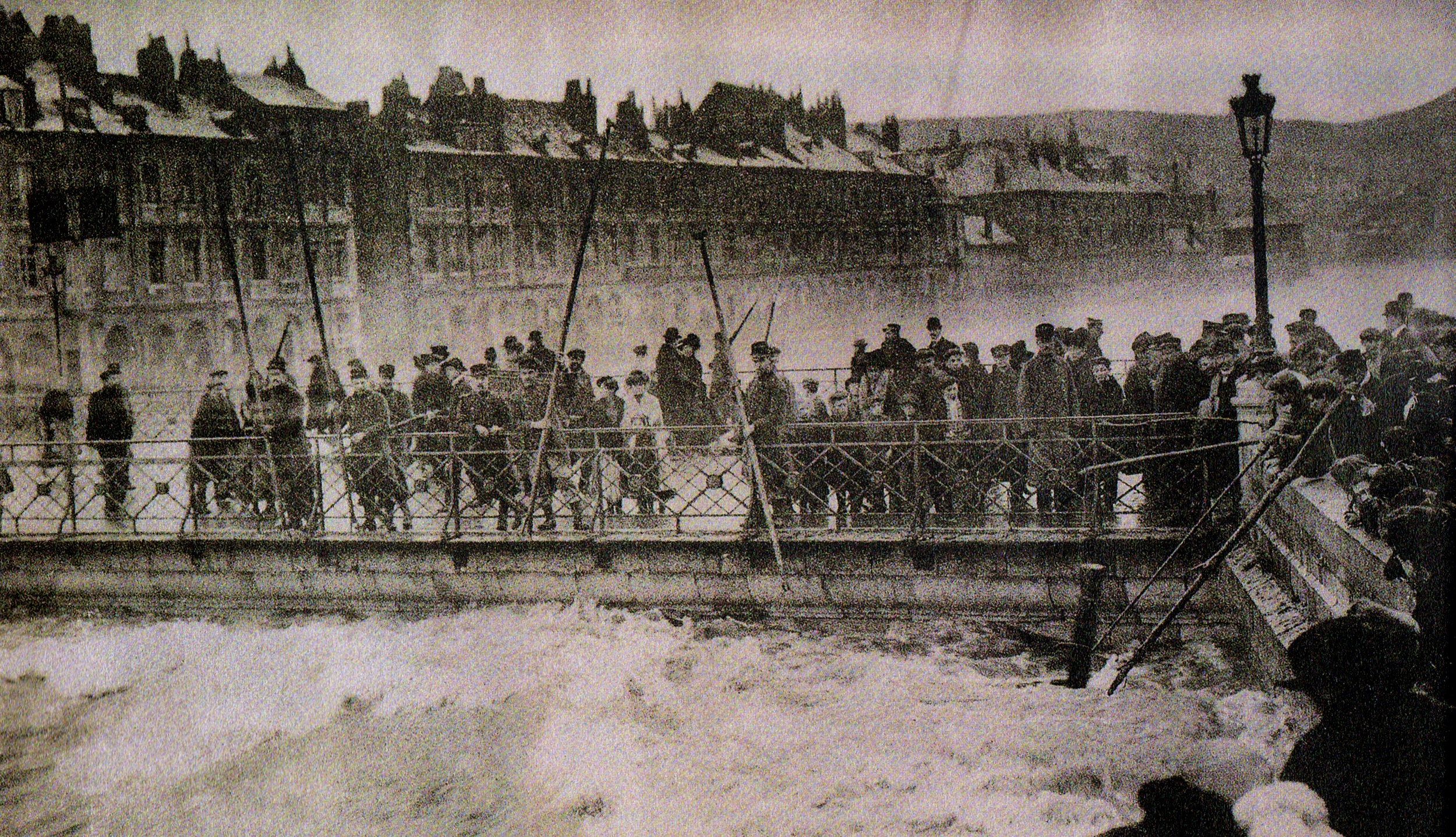
Le pont Battant.

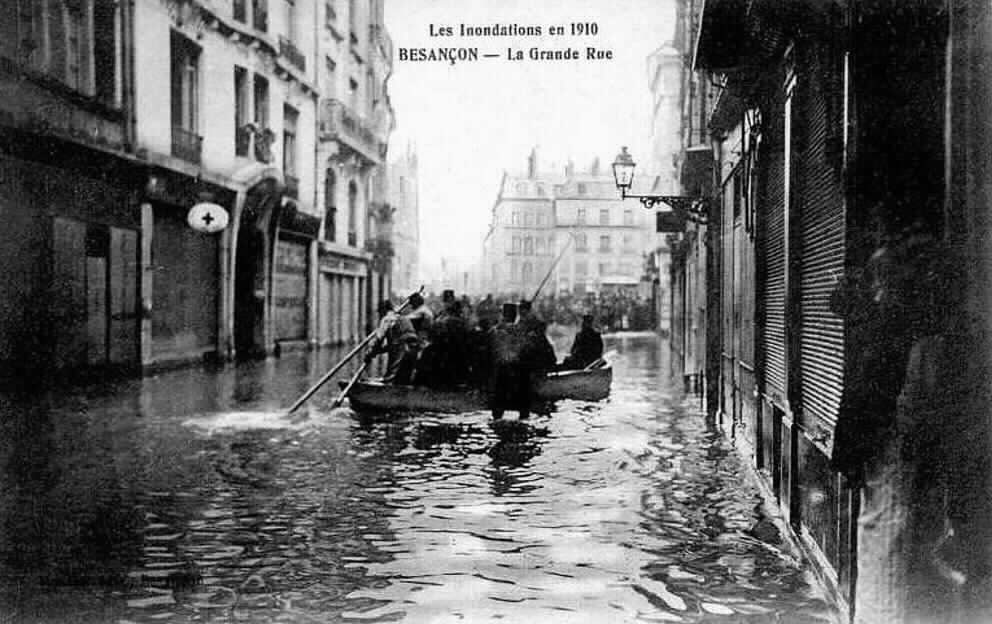
La Grande rue.

La crue du Doubs de 1910 à Besançon est une crue historique de la rivière franco-suisse du Doubs, survenue les 20 et 21 janvier 1910 au cœur de la capitale de la Franche-Comté, qui est ceinturée par ce cours d'eau. Elle est la plus importante inondation de l'histoire de la ville, frappant de nombreux secteurs du centre historique composés à l'époque des quartiers de La Boucle et de Battant, et de nombreux lieux-dits, qui furent touchés à des degrés divers. Bien que la cité eut écho de l'exceptionnelle montée des eaux en aval de la rivière, les habitants et les autorités ne s'inquiétèrent que peu, estimant qu'il était impossible que cette crue dépasse les limites atteintes par les précédentes, et notamment celle de 1882, alors la plus importante.
Cependant, le vendredi 21 janvier 1910 à 3 h du matin, la cote de 1882 est largement dépassée, la crue s'élevant, avec 9,57 mètres, 72 centimètres au-dessus. Submergée par plus d'un mètre et demi d'eau à certains endroits, la ville se paralyse : extinction de l'éclairage public, arrêt de toutes les activités et transports, traversée des ponts et de certaines voies interdites, etc. Après une nuit sous les eaux, au petit matin la décrue s'amorce et commence à révéler une ville dévastée : fossés dans les rues, bâtiments fortement endommagés, mobilier urbain arraché et objets manufacturés ou du quotidien éparpillés dans toute la ville. La situation est décrite comme chaotique à Besançon, et de nombreux médias régionaux et nationaux en font leurs titres. Le coût des dommages est chiffré à plus de deux millions de francs de l’époque, soit près de 6,5 millions d’euros, mais sans qu'aucune victime dans la ville ou ses environs ne soit recensée.
Les jours suivants, les reconstructions de premières nécessités commencent, et les principaux commerces et administrations rouvrent progressivement. Il faudra six mois à la capitale franc-comtoise pour réparer les dégâts et totalement effacer les derniers stigmates de l'inondation, mais la ville décide de garder de nombreux témoins de cette crue en mémoire de cet événement historique, encore visibles aujourd'hui. 1910 est devenu une référence sur le sujet dans la ville, et sert aux études locales de prévention de pareils événements. Bien que nettement moins médiatisée et étudiée historiquement que la crue de la Seine de 1910 qui a sévi en Île-de-France, l'inondation de la ville par le Doubs est encore à l'heure actuelle une des plus importantes crues de l'histoire de France.

## Contexte
Pour des articles plus généraux, voir Doubs (rivière) et crue du Doubs de 1910.

### La place du Doubs à Besançon

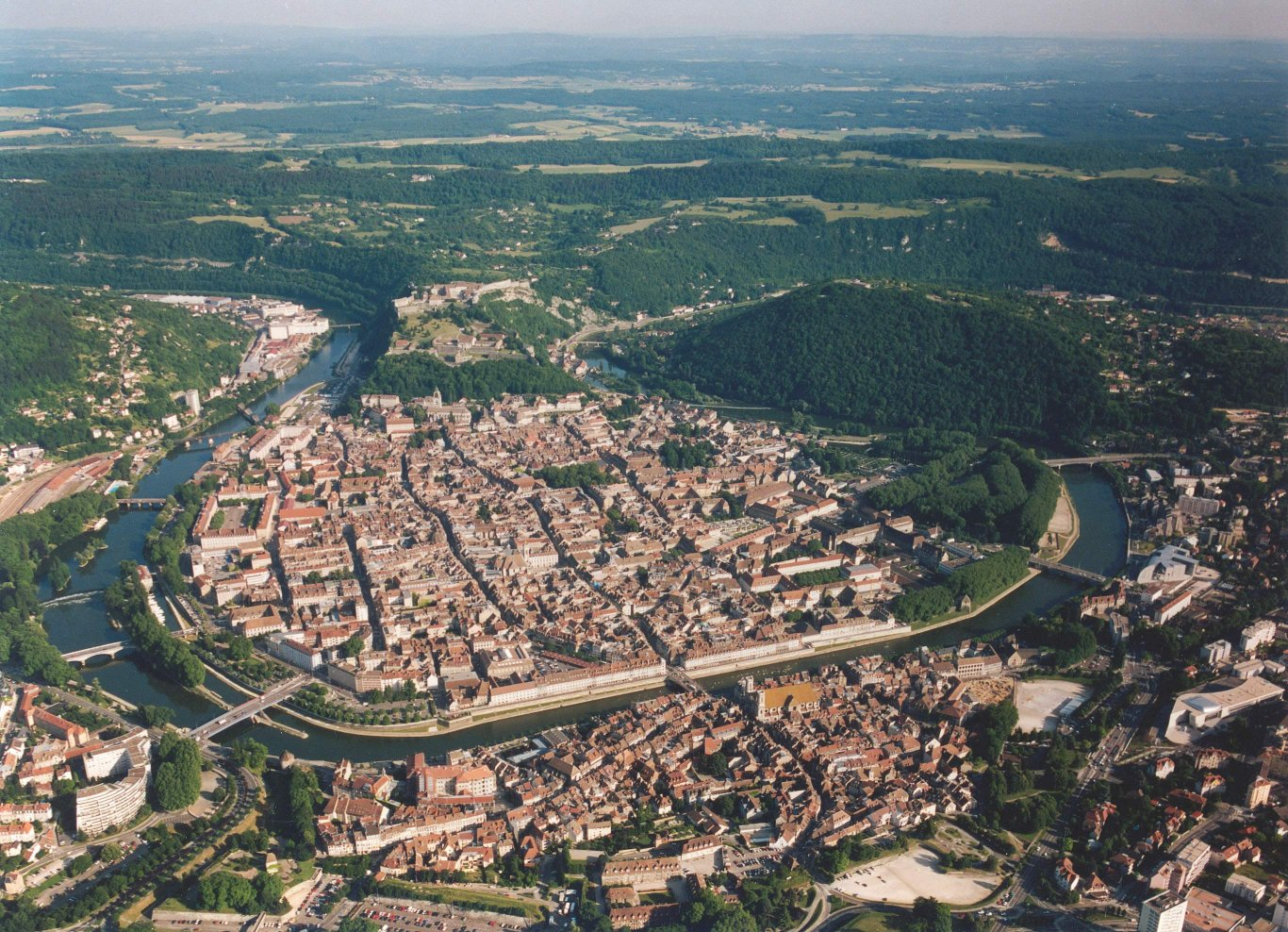
Le cœur historique ceinturé par le Doubs.

La ville de Besançon s’inscrit dans un important méandre du Doubs de près d’un kilomètre de diamètre parfois comparé à une presqu'île, prenant la forme d’une boucle presque parfaite fermée et surplombée par le mont Saint-Étienne, un haut plateau ouvert sur le Jura. Puis la ville a débordé de ce cadre initial pour s’étendre dans une cuvette entourée de sept collines : Chaudanne (422 m), Bregille (458 m), Saint-Étienne (371 m), la Roche d’Or (316 m), Planoise (490 m), Rosemont (466 m), Fort-Benoit (360 m). Ce site spécifique a ainsi pendant longtemps été un emplacement idéal de développement urbain, tant d’un point de vue stratégique et militaire (site défensif) qu’économique et commercial (débouché fluvial, forêts, agriculture et élevage).

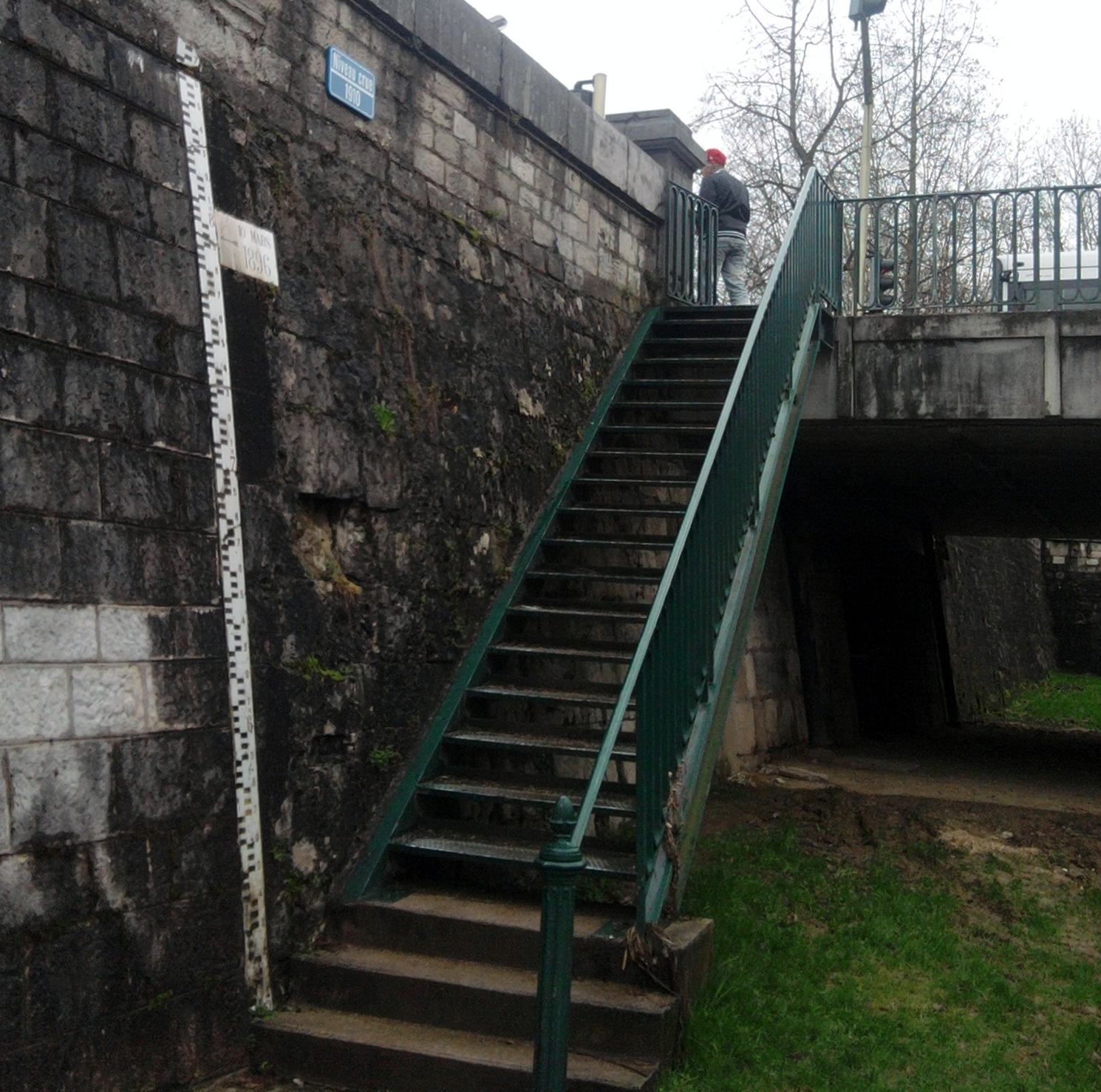
Témoin de crue, pont de la République.

Le centre de cette ville, composé des zones de La Boucle et de Battant, est fortement urbanisé et peuplé ; en 1906, 56 168 habitants vivent dans un noyau ancien constitué d'un ensemble architectural homogène et dense d'immeubles d’habitation et d’édifices publics. La topographie particulière de la ville et son organisation, composant ses principaux atouts, apparaissent également comme un fort inconvénient lors d'inondations. En effet, les quartiers de La Boucle, de Battant et de Velotte, ainsi que de nombreux secteurs proches comme Rivotte, Tarragnoz, Chamars, la Gare d'eau et les communes limitrophes d'Avanne-Aveney et de Chalezeule sont bordés par cette rivière et sont particulièrement vulnérables lors de ces catastrophes.

### Précédentes crues importantes dans la ville
La ville de Besançon fut touchée à des degrés divers par de nombreuses crues au cours de son histoire.
Les plus anciens documents font mention d'inondations importantes en 1364, en 1456 et en 1570 lorsque les flots envahirent les rues Gustave-Courbet, des Boucheries et Claude-Pouillet, et atteignirent les autels des Cordeliers et du temple du Saint-Esprit. Puis au XVIIIe siècle sept crues sont enregistrées, notamment une le 26 octobre 1776 qui a détruit les deux tiers du pont de Bregille, et une autre les 26 et 27 janvier 1789 qui emporta le reste de l'ouvrage d'origine. Au XIXe siècle, c'est la crue du 30 janvier 1802 et surtout celle de 1882 qui restent présentes dans les mémoires avec quelques dégâts notables pour cette dernière.
Mais aucune inondation n'est comparable à la crue de 1910 avec ses 9,57 mètres d'eau et ses dégâts considérables, bien au-dessus de la précédente cote historique de 8,85 mètres relevée en 1882, que personne n'aurait cru un jour voir dépassée.

## Chronologie

### Prémices de la crue

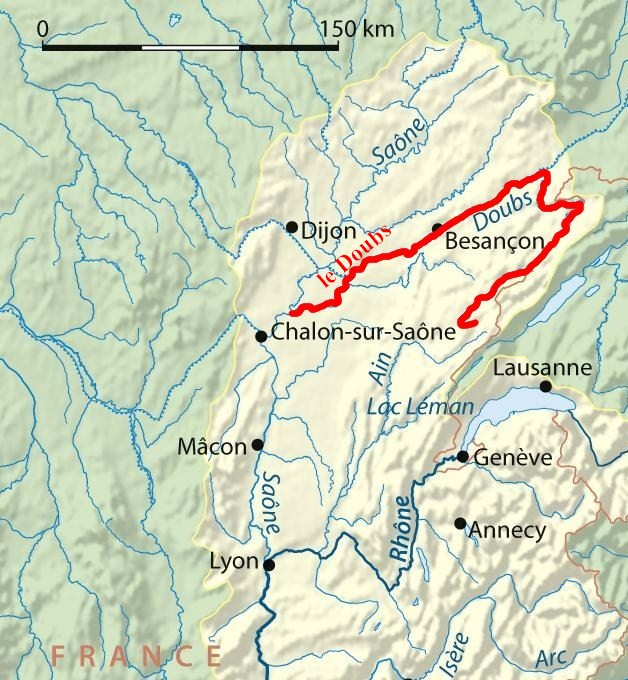
Le parcours du Doubs en France.

Les circonstances de la crue s'inscrivent dans un contexte climatique exceptionnel,. En effet, dès le début de l'année 1910, de nombreuses inondations ont lieu partout en France : la crue de la Seine en Île-de-France, d'autres à Chambéry, Troyes et Morez ainsi que dans de nombreuses autres villes. Les ports de Marseille et de Toulon sont pour leur part sérieusement endommagés par une tempête historique. Dans l'Est de la France, c'est depuis le 10 janvier 1910 que l'on enregistre une pluviométrie et des chutes de neige abondantes, qui vont s'intensifier entre le 16 et le 18 janvier,. Le vent chaud du sud-ouest et les pluies pléthoriques de cette période amplifient le phénomène, car ces conditions permettent à cette neige massive de fondre rapidement, entraînant une saturation des sols et un ruissellement de l'eau jusque dans les fonds de vallée,,. En seulement quelques heures, l’ensemble des cours d’eau de la région est en crue et plusieurs villes sont en alerte.

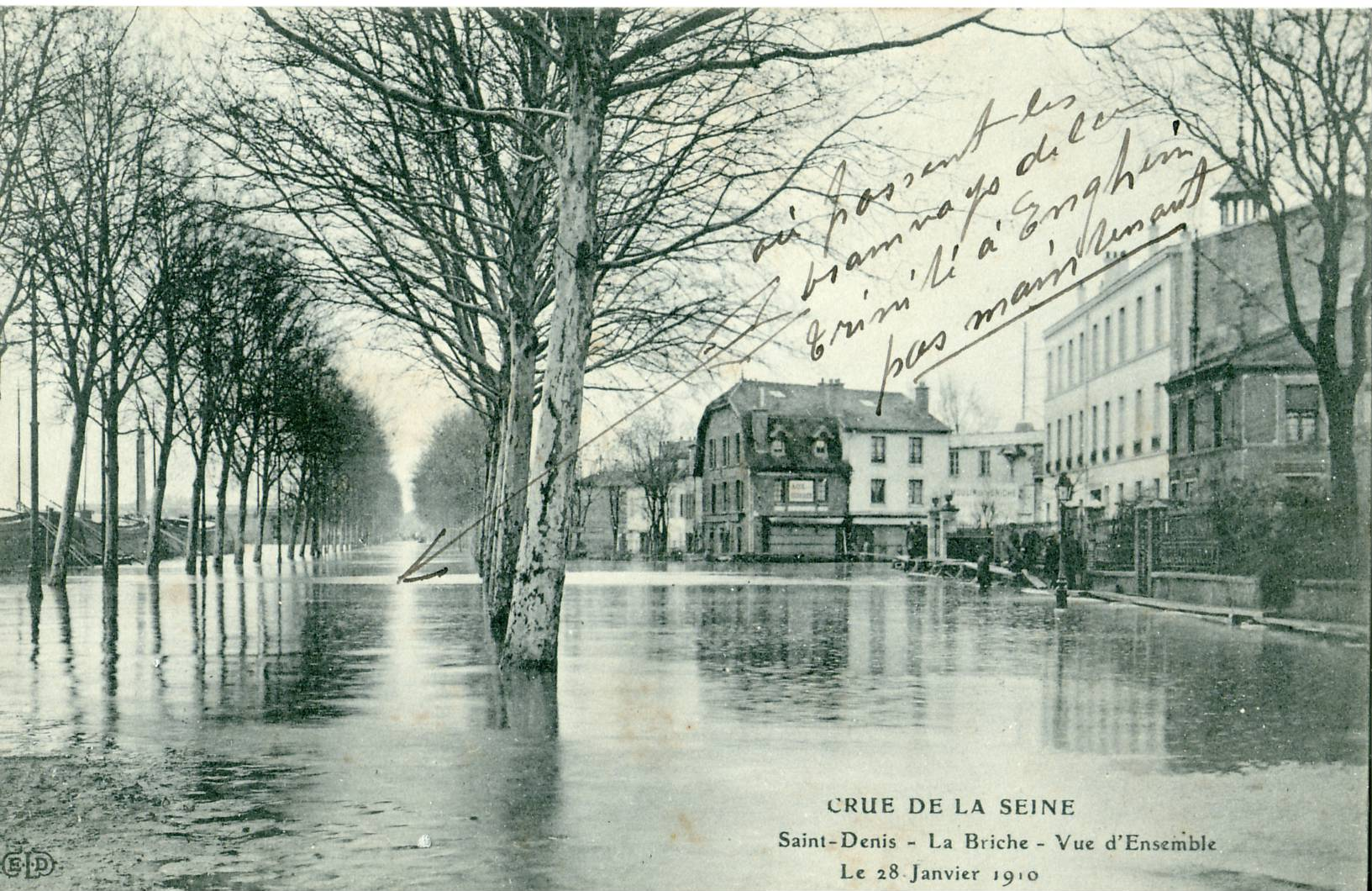
Crue de la Seine à Saint-Denis et Épinay.

Le service hydrographique de la municipalité de Besançon est prévenu par les communes en amont, et plus particulièrement celles de la haute vallée, qu'une importante crue est imminente, d'abord semblable à celle de 1896, puis similaire à celle de 1882 avant que les prévisions ne rapportent des cotes encore plus importantes. Les mesures bisontines le confirment, puisque le mardi 17 janvier à 7 h, les relevés à Besançon indiquent que le niveau du Doubs est de 3,48 mètres, alors que le jeudi 19 à la même heure la cote atteint déjà 7,25 mètres. Cependant, la veille, personne ne s'inquiète vraiment, les habitants sont habitués aux débordements du Doubs et ne craignent pas d'inondations majeures et surtout supérieures à celle de 1882. D'ailleurs, les journaux locaux annoncent seulement quelques averses pour le lendemain 20 janvier, excepté l'Éclair Comtois qui titre : « Les pluies torrentielles et la fonte des neiges font prévoir une crue terrible du Doubs. »

### Jeudi 20 janvier

#### Crépuscule -17 heures

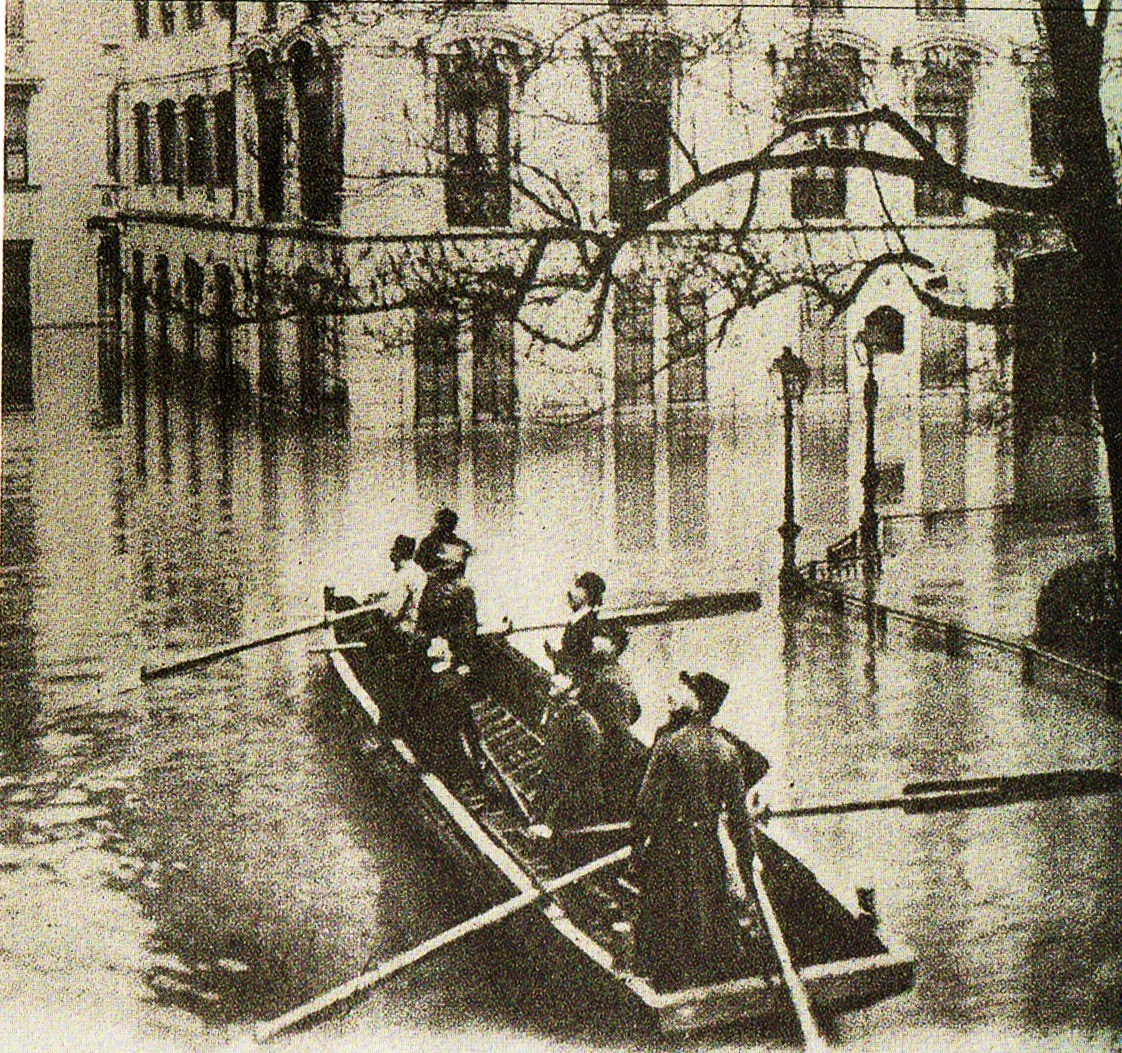
Le square Saint-Amour.

À 7 h, les mesures du niveau d'eau au moulin Saint-Paul indiquent que la rivière a dépassé les 7 mètres, et relayées par les dépêches et les télégraphes en provenance de Voujeaucourt et d’Audincourt, les autorités préviennent les habitants de la capitale franc-comtoise à l'aide de trompe de chasse du danger qui arrive. L'eau, qui s'est donc élevée de 15 centimètres par heure pendant la nuit selon les estimations,, avait déjà inondé les caves de la partie basse de la ville au petit matin, notamment sur la place de la Révolution. De nombreux tenanciers, de l'eau jusqu'à la taille, tentent désespérément de sauver les quelques marchandises récupérables qui étaient entreposées dans les caves ; de là commence la prise de conscience de l'importance de la crue. Une cellule de crise est alors créée à l'hôtel de ville, sous l'égide du secrétaire général de la mairie et du commandant des sapeurs-pompiers qui dirigent quinze employés qui se relaient.
Même des élus locaux, dont les adjoints Durant et Siffert, sillonnent la ville. À neuf heures, il est annoncé que le niveau atteint 7,52 mètres puis à dix heures, les secours (soldats et agents de police) interdisent l'accès au pont de Bregille en partie à cause de la dangerosité du niveau et du courant du Doubs, mais aussi et surtout à cause de morceaux de bois, de meubles ou encore de débris de maison qui s'écrasent sur l'infrastructure, la menaçant directement. La plupart des secteurs de la ville disparaissent sous les flots, comme la rue Claude-Pouillet, la place de la Révolution, côté passage des quais, la promenade Micaud ou encore Chamars, la rue des Archives ainsi qu'une partie de la rue Charles-Nodier.

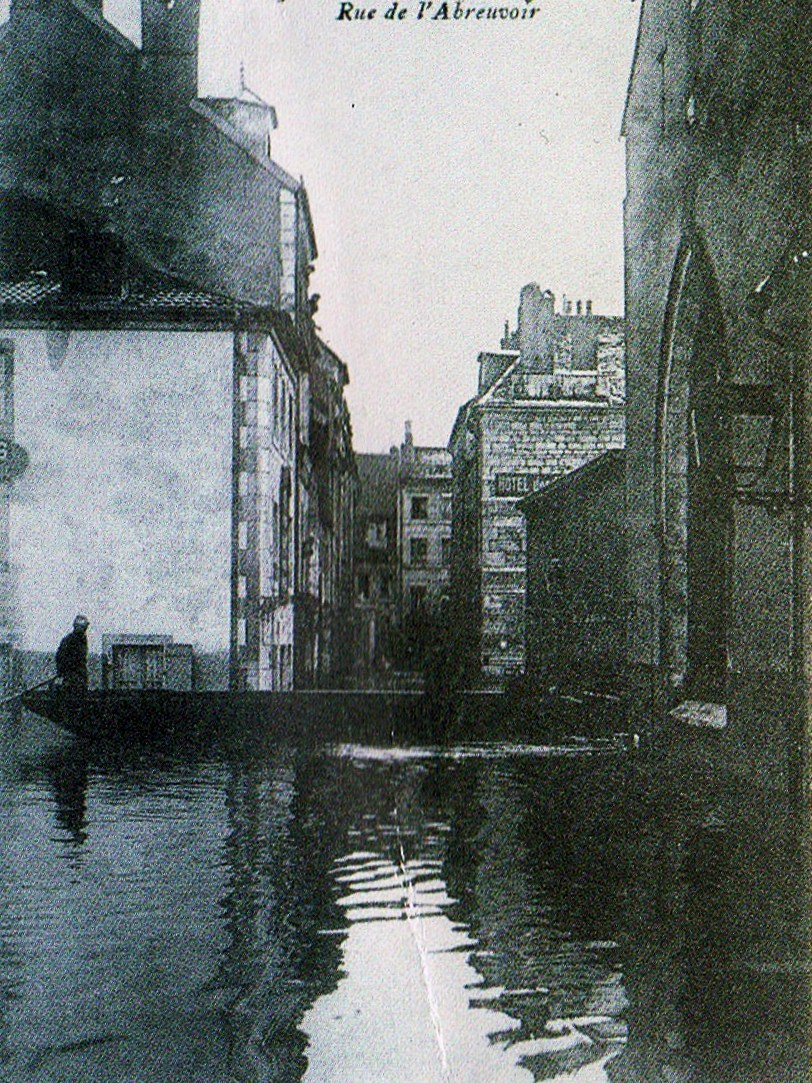
La rue Jean-Petit.

Alors que les transports, tramway électrique et gare de la Mouillère dont la ligne ferroviaire Besançon-Morteau en tête s'interrompent, les hommes du génie tentent de sauver le matériel de l’École des Ponts. Les commerces ferment les uns après les autres, et la plupart des habitations sont évacuées. Les habitants s'alarment alors vraiment, et commencent à faire des provisions et à déménager les caves, tout en s'informant et en observant la montée de la rivière. À partir de quatorze heures, les autorités essaient de fermer la poterne du moulin Saint-Paul afin de retarder l’inondation, pendant que les chemins de halage de Rivotte sont submergés par près d’un mètre d’eau. La situation est déjà plus grave dans le secteur de Tarragnoz, puisque les soldats doivent désormais utiliser des barques pour transporter les personnes. La place de la Révolution devient totalement inaccessible sauf en canot, et les habitants de la rue Claude-Pouillet sont évacués.

#### 17 heures-20 heures
Dès dix-sept heures, un nouveau bilan fait état d'un niveau de l'eau atteignant 8,68 mètres, la traversée des ponts nécessitant l’aide des prolonges d’artillerie. Puis on tente d'établir des pontons dans la rue Claude-Pouillet afin de contenir l'eau, mais tous s'avéreront inefficaces. Le barrage de la poterne Saint-Paul cède, et le courant électrique public est coupé après que la chaufferie de l’usine électrique de Casamène ait été touchée. L'eau envahit inexorablement la ville, inondant parfois jusqu’au premier étage des immeubles, obligeant les habitants à se réfugier plus en hauteur. Puis, les flots envahissent petit à petit le reste de la ville, alors qu'ils ne touchaient auparavant que les zones connues comme potentiellement inondables. L'inondation s'étend au cœur de La Boucle en passant de la place de la Révolution par le passage dit des « Huit Trous » à la rue des Boucheries, pour déboucher sur la Grande rue puis rue Pasteur et aboutir enfin rue du Lycée ; s'ajoute à ce point d'entrée un autre torrent descendant du pont Battant, qui rejoint la place de la Révolution et redescend la rue Pointune en emportant les pavés et divers autres débris pour former un énorme barrage.

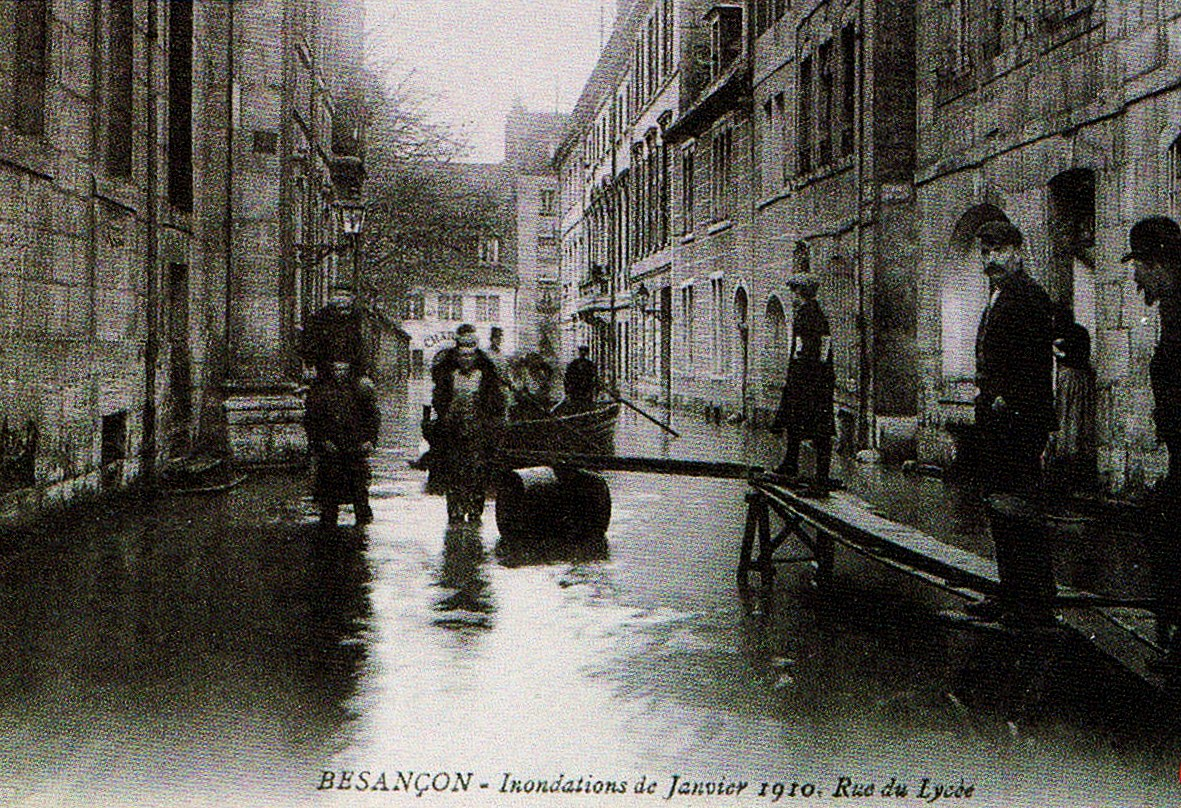
La rue du lycée.

Alors que la ville est déjà encerclée et sur le point d'être significativement touchée par la crue, le passage au niveau du pont de Bregille ajoute au désastre en cours en alimentant encore l'inondation. Cela amplifie le niveau d'eau de la rue des Remparts, alors que celle-ci était déjà touchée par le débordement de la poterne Saint-Paul. Le pont de Bregille est complètement submergé à dix-neuf heures alors qu'il était quasiment neuf, et dès lors, la traversée de tous les ponts de la ville est interdite. L'eau se met à déborder au pont de la République et s’engouffre dans les rues avoisinantes, pendant que de nombreuses billes de bois venant des papeteries de Novillars continuent de s’accumuler sur ce pont et sur celui de Battant. Une péniche à Rivotte, malmenée par la rivière déchaînée, est sauvée juste avant de créer un éventuel désastre en s'écrasant. Après les magasins, la crèche centrale ferme à son tour ses portes et renvoie les enfants à leur domicile, peu avant d'être submergée par les eaux. À dix-neuf heures le quai de Strasbourg, au niveau de la tour de la Pelote, est envahi, et l'eau ne cesse de gagner du terrain partout dans la ville.

#### 20 heures- minuit

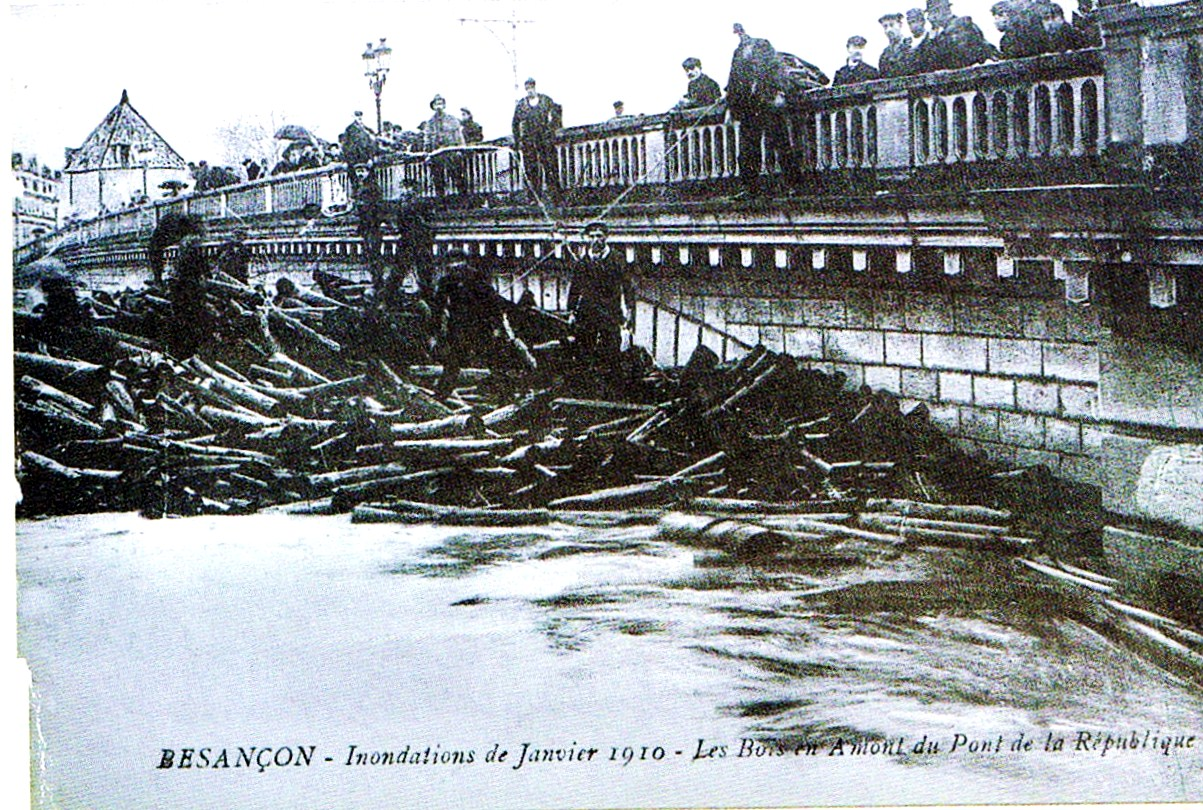
Le bois des papeteries s'accumulant au pont de la République.

À vingt heures, le pont de la République est désormais complètement submergé et la rue des Remparts devient littéralement un second cours d'eau. Ces deux points d'entrée inondent la rue de la République jusqu’aux magasins Vaxelaire, et les rues d’Alsace et de Lorraine ne tardent pas à être touchées, de même que le square Saint-Amour et la rue Gambetta. À vingt-et-une heures, les autorités décrètent finalement que cette crue dépassera certainement celle de 1882, et qu'elle est, de ce fait, la plus importante de l'histoire de la ville. À la suite de cette annonce, on comprend qu'il est trop tard pour rehausser de nouveau ce qui peut-être sauvé, et prendre les mesures de préservation qui auraient dû s'imposer. À présent, la rivière emprunte les ouvertures des remparts réalisées à l'occasion du passage de la voie ferrée d’Amathay, et les courants sont de plus en plus forts.

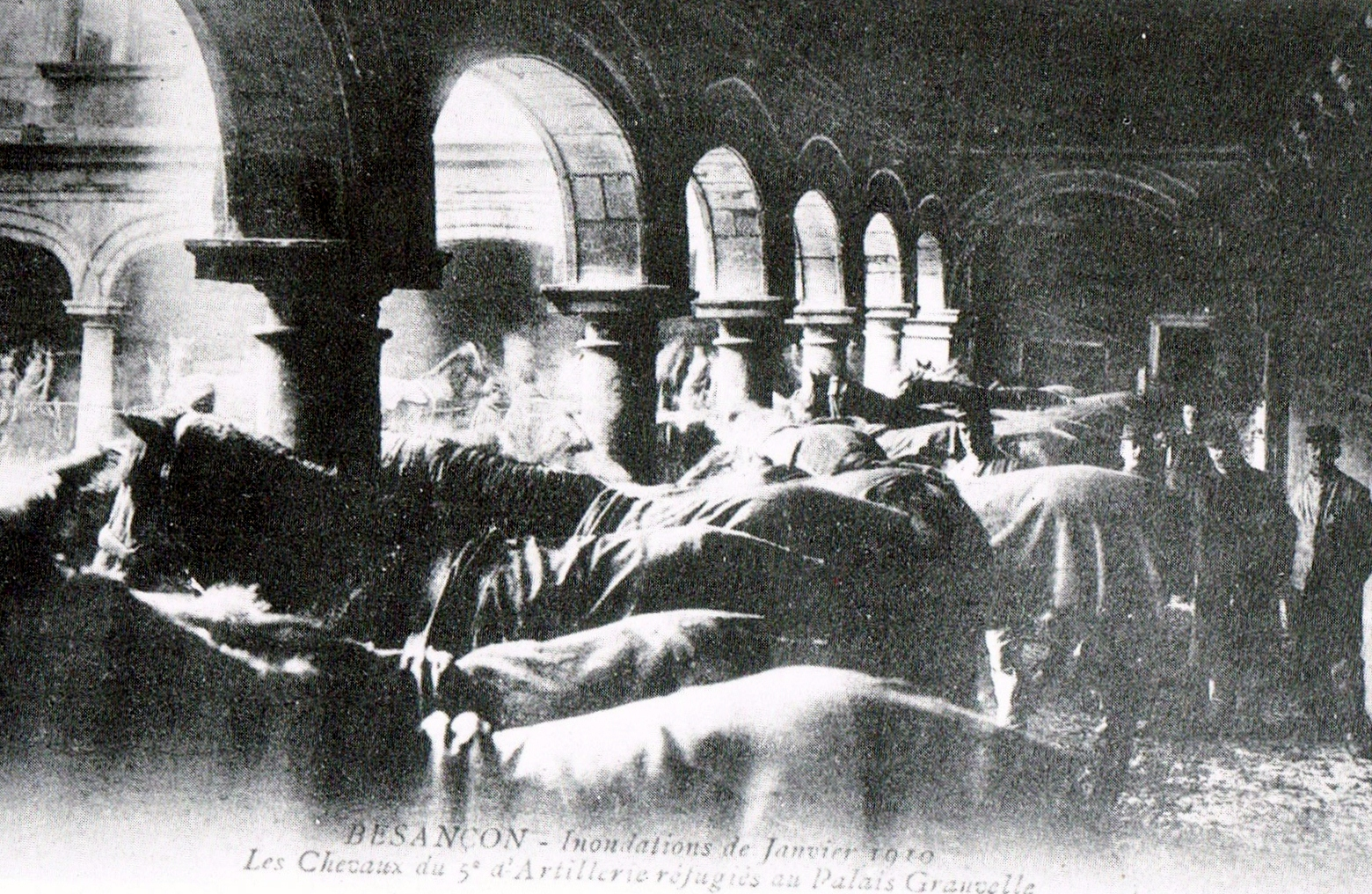
Les chevaux au palais Granvelle.

Des barques lavandières sont menacées et la plupart sont sauvées in extremis, tandis que celle de Bregille s'échoue à Micaud et celle de Tarragnoz s'écrase sur les piles du pont de Velotte et sombre. Les écuries de la caserne du 5e Régiment d’Artillerie sont brusquement inondées, et l'évacuation des chevaux, qui avaient de l’eau jusqu’au poitrail, est rapidement ordonnée vers le palais Granvelle et la place de l’Abattoir. Presque toutes les boutiques sont fermées, et la poste du centre, tout juste achevée, est envahie par 60 centimètres d'eau boueuse. Dans la nuit les imprimeries sont paralysées et de ce fait la distribution des journaux aussi, et seul Le Petit Comtois publiera tant bien que mal un demi-format de fortune.

### Vendredi 21 janvier

#### Minuit -7 heures

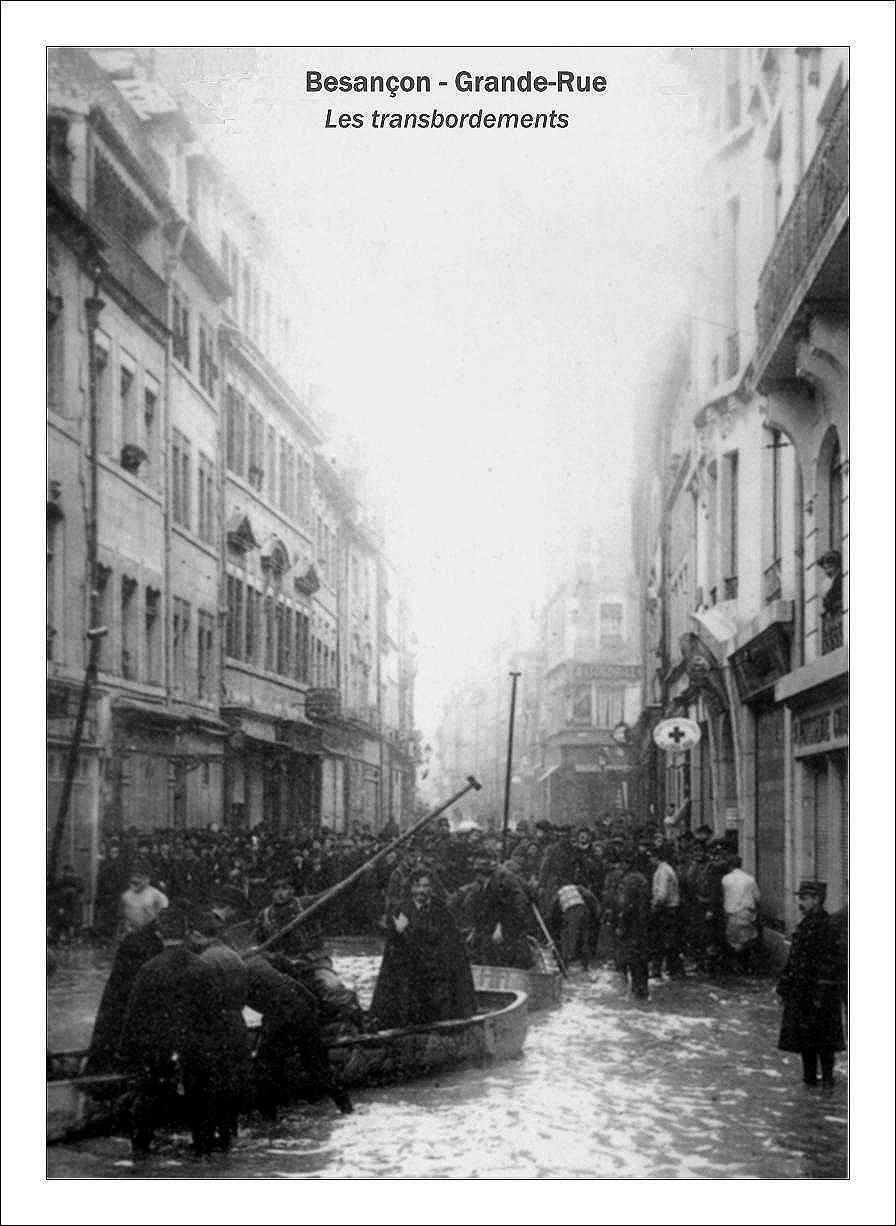
Transbordements par le génie.

Alors que la ville est la proie de l'eau, l'atmosphère est encore plus chaotique dans les rues une fois l’usine à gaz et l’éclairage public coupés. À la seule lueur de leurs torches, des veilleurs abordent les rues inondées dans le noir et le brouillard, tandis que d'autres patrouillent dans les rues encore épargnées, accompagnés de soldats. Pendant cette coupure générale d’électricité, les habitants placent aux fenêtres toutes sortes de lampions, lampes à pétrole, lampes à acétylène ou des lanternes de bicyclettes afin d'éclairer tant bien que mal les voies devenues lugubres. Le génie parvient à intervenir dans toutes les zones, même les plus sinistrées, notamment grâce à des prolonges d’artillerie qui donnent au régiment les capacités d'apporter des barques rue des Granges, rue du Lycée, Grande Rue et rue de la République, ainsi que de secourir les habitants en détresse et assurer les évacuations urgentes,.
Le Figaro imprime dans son édition de ce vendredi un article rapportant la crue de Besançon : « Les indications météorologiques faisaient prévoir que le mauvais temps continuerait à sévir. Ces prévisions étaient exactes et de partout les nouvelles reçues sont déplorables. Cette fois, il y a des morts. La situation est particulièrement grave dans l'Est de la France, notamment dans la région du Doubs. À Besançon, et dans les environs, les dégâts sont énormes ; les communications sont interrompues, et si un changement immédiat, malheureusement peu probable, ne se produit pas de suite, un véritable désastre est à craindre. » Par la suite, le journal traite longuement de la capitale franc-comtoise : « Des mesures radicales ont été prises à Besançon, à cause de la crue du Doubs. Les ponts y sont gardés militairement. Il n'est permis de stationner que sur le pont de Battant, sur les autres la circulation est interdite. Beaucoup d'habitants ont quitté leurs maisons. La rivière est actuellement, d'ailleurs, à sept mètres au-dessus de l'étiage et l'eau monte toujours. L'usine électrique a été envahie et ne fonctionne plus. Le Doubs a emporté un stock de bois, évalué à plus d'un million, appartenant à des papeteries. De nombreux animaux passent sous les ponts, emportés par le courant. Les communications entre Montbéliard et Voujeaucourt sont interrompues. Et dans la soirée la situation était loin de s'améliorer, témoin cette dépêche alarmante datée de Besançon : des prolonges d'artillerie amènent en ce moment les bateaux des pontonniers dans les rues envahies par les eaux, afin de porter secours aux habitants en détresse ; l'eau augmente de seize centimètres par heure ; la neige tombe. »
À trois heures du matin, le pic de crue est atteint avec 9,57 mètres à l’échelle de mesure du moulin Saint-Paul,,,, et même jusqu'à 10,10 mètres d'eau à d'autres endroits mais de manière non officielle. Le niveau est à tel point élevé que les canons de l'armée sont déployés aux abords du pont Battant afin de le détruire si l'eau continuait à grimper. Le mur du lycée, qui s’est effondré sur plusieurs mètres, entraîne une hauteur d’eau de 1,24 mètre de plus qu’en 1882, alors que dans le Doubs elle est seulement de 53 centimètres plus haute à cet endroit. L'eau est même montée jusqu'à hauteur d'homme dans les rues Gustave-Courbet et des Boucheries, et au pont Battant, le bois des papeteries de Novillars accumulé forme un barrage tel que le niveau du Doubs est supérieur à 1,50 mètre en amont par rapport à l’aval, et on craint que le pont cède. Par rapport au point de mesure au moulin Saint-Paul, cette crue dépasse à ce moment-là de 72 centimètres le précédent record de 1882, établi alors à 8,85 mètres.

#### 7 heures- début de la décrue

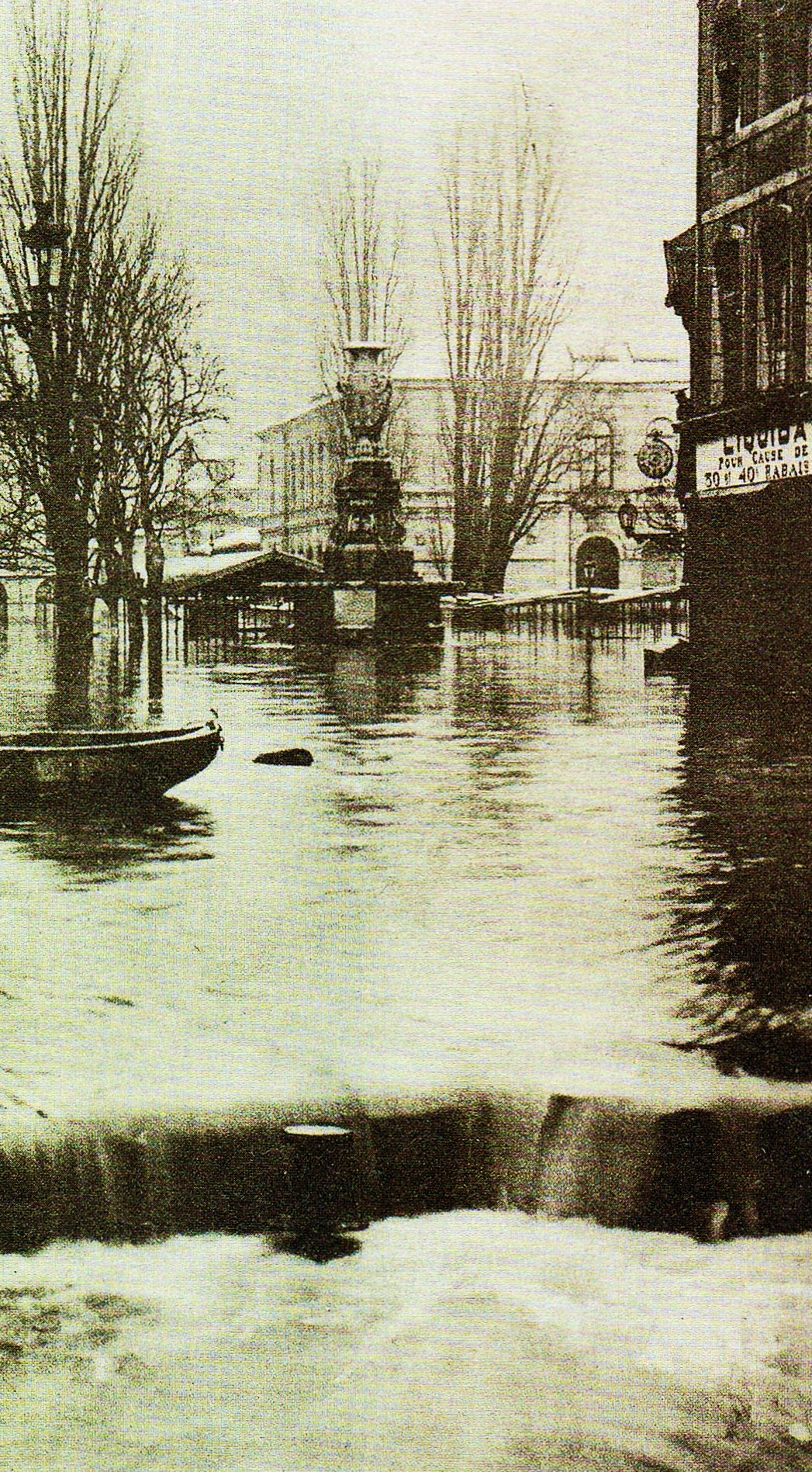
La place de la Révolution, certainement lors de la décrue.

Au matin, un envoyé spécial du journal Le Matin fait paraître un article éloquent qui attire l'attention de tout le pays sur la situation à Besançon : « Besançon, hachée en une multitude de tronçons par la crue subite du Doubs, Venise morne aux infranchissables lagunes. Les plaines sont jonchées de cadavres de bêtes comme au lendemain d'une féroce boucherie, des maisons sont éventrées, décapitées, saccagées de fond en comble, des scènes d'angoisse inexprimables ont lieu, mais aussi des actes d'héroïsme. » Mais heureusement à partir de sept heures, l’eau commence à baisser et quitte progressivement le rez-de-chaussée des bâtiments du square Saint-Amour. Les habitants s'étant réfugiés dans les étages supérieurs sont ravitaillés et réconfortés par les soldats et les pompiers, aidés par de « bonnes âmes ».
Malgré la décrue qui s'annonce, le niveau de l'eau reste toujours préoccupant à onze heures, particulièrement dans la rue de Lorraine et au square Saint-Amour ainsi qu'au lycée de filles où les cuisines, les réfectoires et les bureaux sont inondés par un mètre d’eau, alors que la rue Pointune est encore inondée de près d’un mètre et demi à quatorze heures. Un lac temporaire recouvre Chamars, l’École de Médecine, l’hôpital Saint-Jacques, les rues de l’Orme et de l’Arbalète jusqu’au Palais de Justice. Il faut en attendant remettre en état la ville, ses infrastructures, ses commerces et ses industries et, même si l'eau est encore bien présente dans les rues, le Doubs se dirige petit à petit vers sa décrue.

### Jours suivants
Le samedi 22 janvier à sept heures, le niveau de la crue est de 7,27 mètres, puis il redescend à 5,98 mètres le dimanche à la même heure puis à 4,65 mètres le lundi. La Compagnie du gaz et de l'électricité fait placer des bougies dans les réverbères le samedi, et l'on commence à faire le bilan de la crue dès cette fin de semaine. En début de semaine suivante, les eaux se sont presque toutes retirées, et la ville inventorie les premiers dégâts : au moins 75 000 francs de l'époque. Un arrêté municipal est promulgué pour désinfecter les rues au sulfate de cuivre, de même que les décharges en y ajoutant de la chaux vive et du crésyle,. Les jours qui suivent, les eaux ont quasiment disparu et, à partir du 25 janvier, les travaux de premières nécessités commencent. La solidarité des Bisontins opère, les habitants aidant bénévolement au nettoyage et à la reconstruction de la ville.

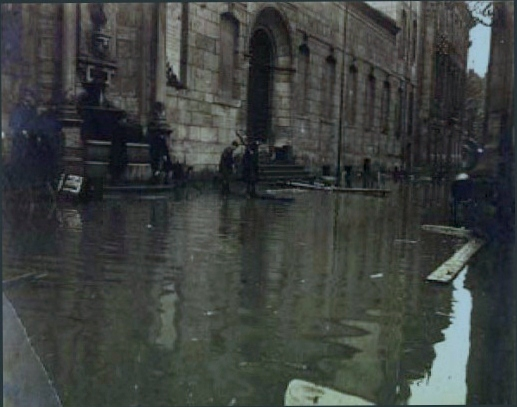
La rue du lycée, en décrue.

Le 26 janvier, les députés du Doubs obtiennent un budget de deux millions de francs pour faire face aux travaux de reconstruction. La municipalité remercie vivement tous les secours en leur offrant une récompense de 600 francs par personne, et exprime également sa sympathie envers les sinistrés. Plusieurs bals et concerts sont organisés afin d'aider financièrement ceux qui n'ont plus rien. Alors que la reconstruction va bon train, le temps des polémiques arrive : il est reproché aux autorités de nombreux dysfonctionnements, et surtout le fait de n'avoir envoyé aucun secours, ni pendant, ni après la crue pour vérifier les maisons et voir s'il y avait d'éventuelles victimes ; cependant les plus vives critiques arrivent les jours suivants par la voie des médias. Mais la vie reprend progressivement son cours : les magasins rouvrent, le directeur du lycée Victor-Hugo annonce que les élèves seront bientôt accueillis, et les rues fraîchement réhabilitées retrouvent leur animation.
Il faudra néanmoins encore plusieurs mois pour retrouver totalement le Besançon d'avant, et plus de six mois pour que la ville puisse effacer presque définitivement le passage de cette crue historique, qui aujourd'hui encore est resté gravé dans les mémoires de nombreux habitants,. Afin de tourner définitivement la page et marquer les esprits d'un renouveau, la ville accueille en août le président de la République Armand Fallières, avec des cérémonies officielles et des fêtes populaires.

## Bilan et conséquences de la crue

### Étendue et mesures de l'inondation

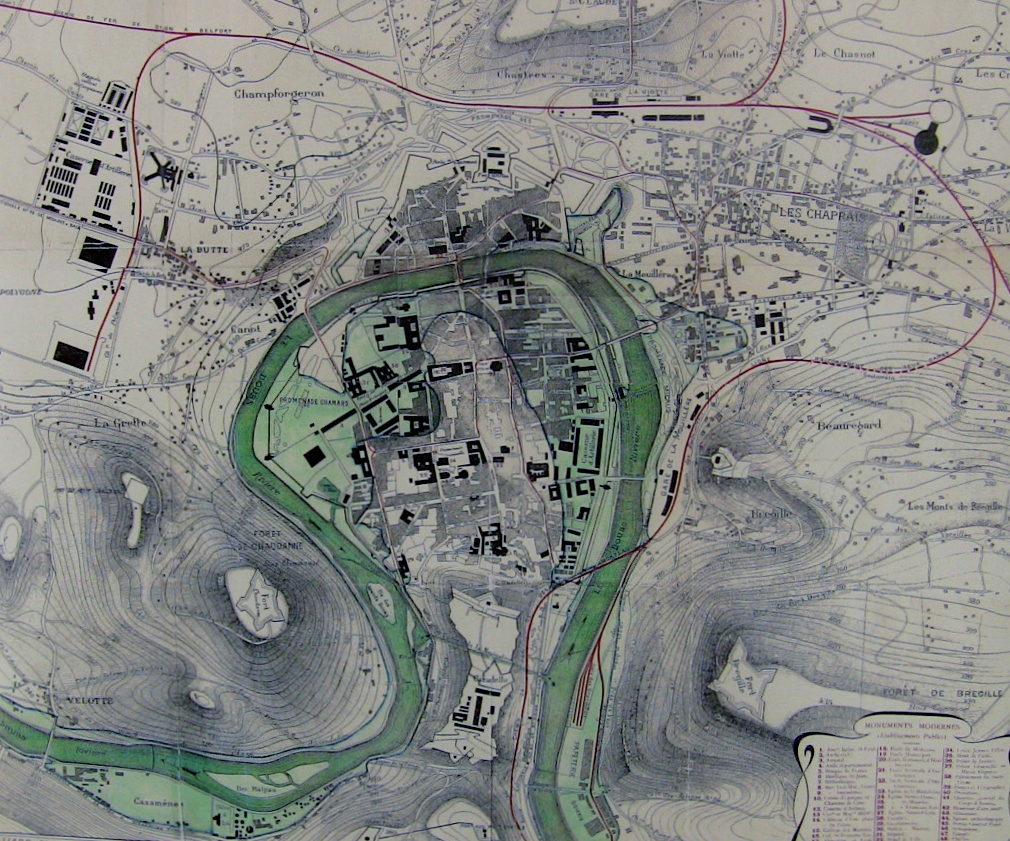
Plan d'époque de la ville sous les eaux.

Les zones inondées sur un plan de la ville actuelle.

Cette crue est qualifiée d'exceptionnelle puisque la moitié de la ville a été touchée de près ou de loin, parfois par près d’un mètre et demi d’eau. Au plus fort de cette catastrophe, on enregistre une cote de 9,57 mètres à l’échelle de mesure du moulin Saint-Paul le 21 janvier à 3 h, pour un débit compris entre 1 400 et 1 610 m3/s,, soit plus du double des 730 m3/s. d'une crue biennale (crue avec un temps de retour de deux ans).

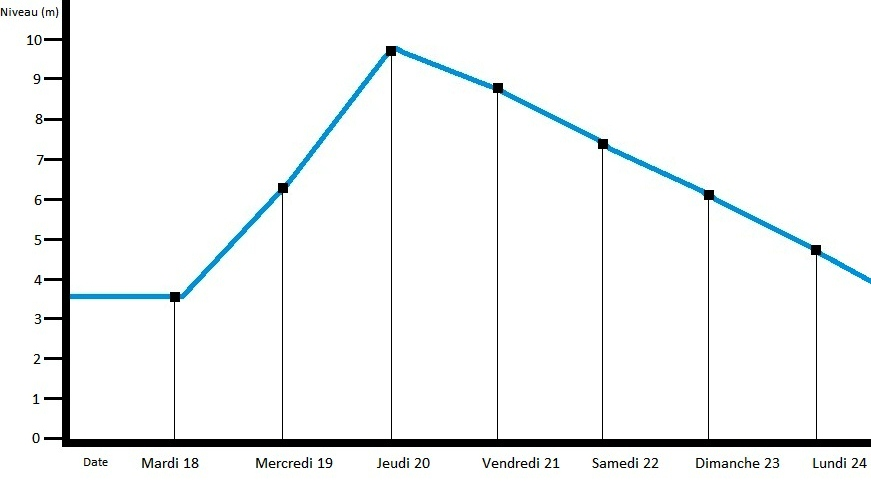
Graphique du niveau de la crue à Besançon, entre le mardi 18 et le lundi 24.

Ainsi, de nombreux quartiers ont été inondés : La Boucle (le cœur même, mais aussi Chamars, la Gare d'eau, Rivotte, Tarragnoz, la Mouillère et, dans une moindre mesure, une partie de Saint-Jean), Battant ainsi que Velotte, l'eau atteignant même les environs des Chaprais. Dans son rapport de septembre 1910, l’ingénieur des Ponts et Chaussées du département du Doubs décrit l'impact des flots : « pendant plusieurs jours, près de la moitié de la ville a été envahie par l’eau qui, dans certains quartiers, atteignait 1,50 mètre au-dessus de la chaussée. » L'étendue de cette crue est donc significative et sans précédent.
| Mardi 18     | Mercredi 19                | Jeudi 20                                                                         | Vendredi 21                             | Samedi 22    | Dimanche 23  | Lundi 24      |
| ------------ | -------------------------- | -------------------------------------------------------------------------------- | --------------------------------------- | ------------ | ------------ | ------------- |
| 7 h : 3,48 m | 7 h : 3,88 m 23 h : 5,96 m | 5 h : 6,90 m 7 h : 7,25 m 9 h : 7,52 m 15 h : 8,40 m 17 h : 8,68 m 23 h : 9,32 m | 3 h : 9,57 m 7 h : 9,20 m 16 h : 8,50 m | 7 h : 7,27 m | 7 h : 5,98 m | 19 h : 4,65 m |

### L'impact de la crue
L'impact de la crue est significatif, tant économiquement que par les dégâts subis. Le bilan humain est cependant remarquablement meilleur, puisque selon les documents, articles de l’époque et récits, la capitale franc-comtoise n’a connu aucune perte en vie humaine,, contrairement à la ville de Dole et certaines autres communes en amont et en aval,. Le coût total définitif des dégâts provoqués par cette inondation dans la seule ville de Besançon est estimé à près de deux millions de francs de l’époque, soit près de 6,5 millions d’euros selon les valeurs de l’INSEE. La municipalité et l’État vont devoir massivement investir afin de reconstruire la capitale franc-comtoise, et des dépêches lancent même des souscriptions pour venir en aide aux plus démunis, dans l’attente de la reprise du travail.
Le 29 janvier 1910, le journal l'Illustration écrit dans un numéro spécial : « presque autant qu'à Paris et dans sa banlieue, le long de la Seine, le déluge de ces jours derniers a causé, en province, des désastres, interrompu les communications, profondément troublé la vie des populations ; ne pouvant montrer pour toutes les régions, pour toutes les localités éprouvées, des tableaux ou des scènes, qui d'ailleurs se répéteraient, nous nous bornons à reproduire quelques exemples typiques et saisissants des effets de la crue des eaux à Auxerre, à Troyes, à Besançon, à Chambéry. »

#### Impact économique

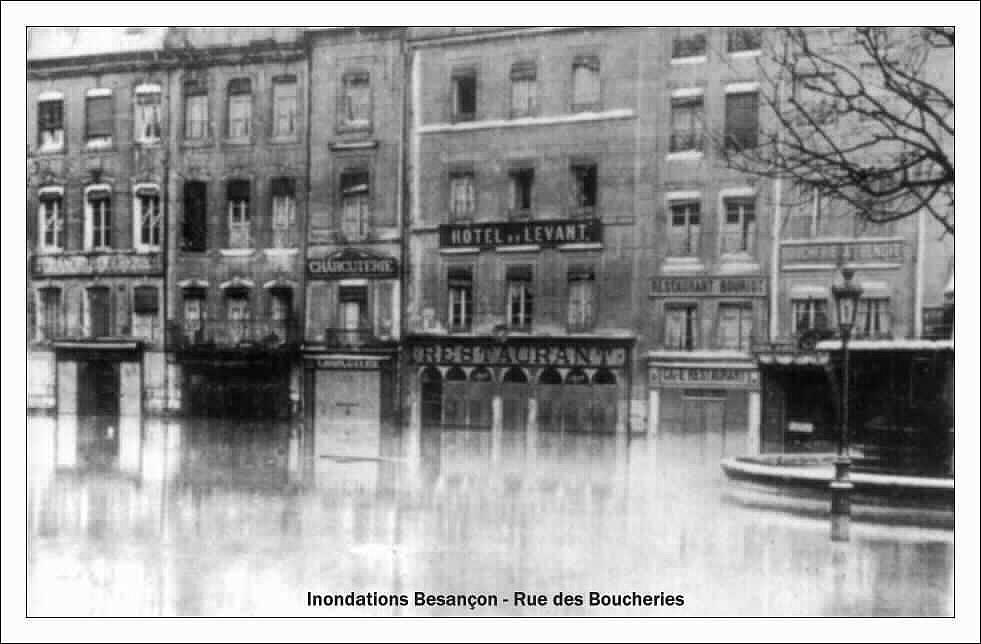
L'hôtel du Levant sous les eaux.

Le bilan des activités économiques est assez lourd mais pas catastrophique, même si l'activité des entreprises de la ville est fortement réduite durant l'épisode de crue. Par chance, de nombreuses grandes usines de Besançon furent épargnées, mais elles ne peuvent rouvrir dans l'immédiat, étant paralysées par le manque de gaz ou d’électricité. Seules, la grande usine de soierie des Prés de Vaux ainsi que la papeterie annexe sont à l'arrêt, après avoir été inondées. Mais la principale entreprise touchée est sans nul doute la papeterie de Novillars, qui, avec ses 35 000 m3 de bois perdus, accuse une perte estimée à un million de francs de l'époque. De très nombreux petits et moyens commerces sont sinistrés : les hôtels des Messageries, des Halles, de la Couronne, Vuillermoz et du Levant, les restaurants Mouget et Brochet-Delcey, les épiceries Marotte et Jeanney ainsi que les boucheries Benoît et Meyer ont été très gravement touchés.
D'autres entreprises sont durement ébranlées, telles que les maisons Regey et Scheck qui accusent des pertes « sèches » en savon et en sucre, et la droguerie Gainsmandel qui a perdu pour plus de 20 000 francs de matériels. La quincaillerie Burdin voit ses stocks noyés sous deux mètres d'eau, et le grand magasin vestimentaire Vawelaire et Pignot est dans la même situation, alors que les hôtels de l'Europe et des Postes sont recouverts de boues limoneuses. Les stocks de bois des entreprises Girardot et Grest ont fini dans le Doubs et l'entrepôt général des tabacs est complètement ruiné. Il y a de nombreux autres exemples de magasins dévastés et, pendant la décrue, on s'aperçoit que le sol est recouvert de denrées : sucre, savon, bonneterie fine, mercerie, liqueurs et chaussures jonchent les rues. Paradoxalement, certains commerces parmi les moins touchés tirent profit de la situation, voyant leur activité décuplée au point de ne pas satisfaire la demande, bien que cette situation soit marginale.

#### Impact sur les infrastructures et autres

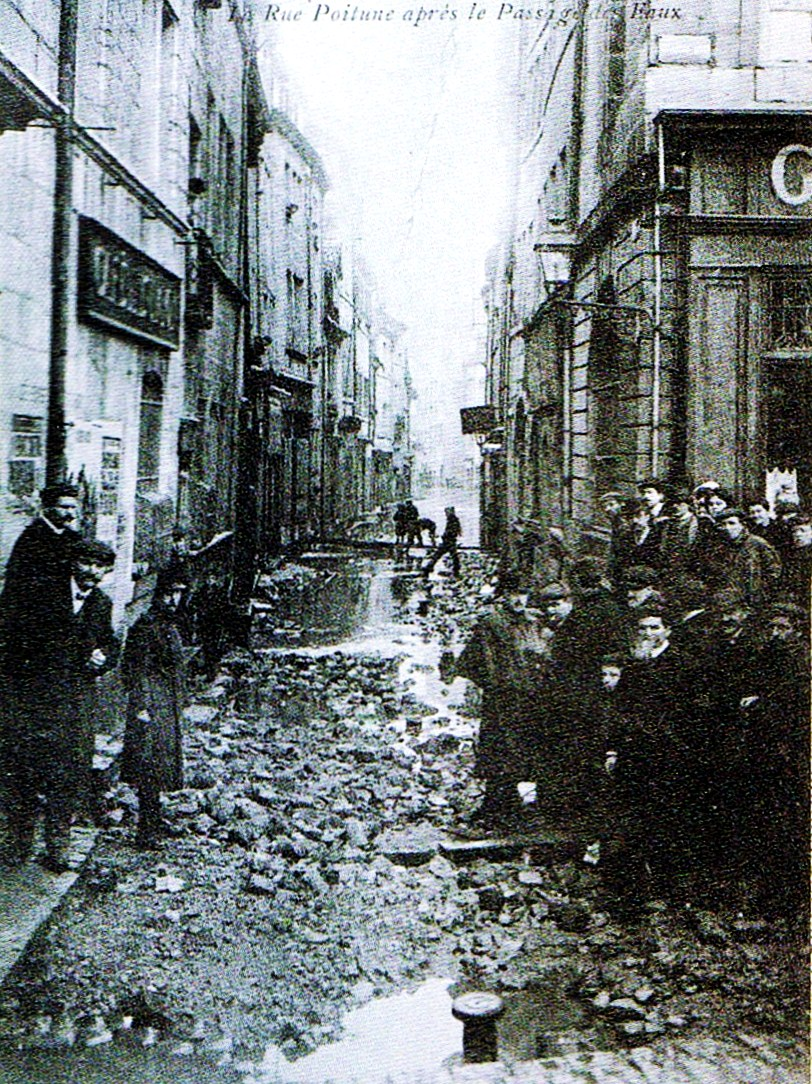
La rue Claude-Pouillet après la décrue.

Les dégâts matériels sont considérables : le canal sous la Citadelle est endommagé, la digue proche de l’écluse de Tarragnoz est ravinée sur plus de deux mètres de profondeur et la conduite principale du gaz est complètement à nu route de Lyon. De nombreuses rues sont complètement ravagées, comme la rue Claude-Pouillet qui est creusée sur plus d’un mètre de profondeur et où il ne reste plus un seul pavé, à tel point que l'on craint pour les fondations des immeubles. Une situation semblable est constatée rue des Remparts, rue de Bregille et rue de Rivotte, faisant comparer ces voies au lit d’un torrent asséché. De nombreux bâtiments sont complètement sinistrés, et plusieurs maisons de la Boucle et de Battant doivent être étayées en urgence. En parallèle aux dégâts sur le gros œuvre, il y a toute la phase de remise en état des rues, des maisons, des bâtiments, des caves, etc.
En effet, presque toutes les caves de la Boucle furent inondées. Mais la municipalité offre d'évacuer gratuitement le mobilier détruit pendant les intempéries, à la seule condition qu'il soit entreposé sur la chaussée. Il faut également retirer tous les limons déposés par le Doubs, tous les déchets, tous les objets détruits par l’eau, les denrées rendues impropres, etc. Le musée des beaux-arts et d’archéologie a perdu de précieuses étoffes et des sarcophages furent endommagés ; les musées des Arts appliqués et les halles ont été envahis par 60 centimètres d’eau. Le temple du Saint-Esprit fut inondé presque jusqu'au plafond soit deux mètres d'eau, les banques doivent vérifier les contenus des coffres situés dans les caves et il est même noté qu'un escalier en pierre de taille a été arraché par la force des eaux. Enfin, une lavandière a été entièrement détruite, et de nombreuses autres nécessitent d'importantes réparations.

### Une catastrophe évitable?

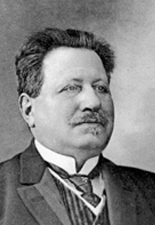
Alexandre Grosjean, maire de Besançon de 1906 à 1912.

Pour les médias locaux et de nombreux habitants, les conséquences importantes de la crue auraient pu être au moins minimisées. En effet, bien que cet événement s'inscrive dans un contexte très particulier, le manque de préparation et les successions d’imprévus nourrissent le mécontentement des habitants, qui demandent des explications aux autorités. Alors que le bilan est progressivement réalisé, la presse se fait l’écho des habitants, et liste les dysfonctionnements : le premier est les annonces successives (toujours plus importantes) de la crue qui ne laissent pas aux habitants la possibilité de se prémunir efficacement. Ainsi, il fallut deux alertes pour que les autorités annoncent finalement qu'une crue supérieure aux plus hautes eaux connues aurait lieu. Puis, après la rupture des communications télégraphiques avec les communes en aval de Besançon, les services publics ne pouvaient plus donner d’informations publiques sur l’évolution de la crue, ce qui a laissé les habitants dans le flou le plus total, augmentant ainsi leur crainte.
Le second dysfonctionnement est lié à l'absence de barrage à l’ouverture des remparts. Bien que ces derniers fissent plus de 10 mètres de large, ils étaient percés afin de faire passer le tramway, n'offrant ainsi absolument aucune protection et particulièrement au niveau du pont de Bregille, site vulnérable de la ville lors de ce genre de catastrophe. On note également que les poternes des quais n’ont pas été fermées pendant l'inondation, que la réfection des arches du pont Battant qui était prévue n'a pas été faite, que le réseau d'égout n'a pas été modernisé depuis de nombreuses années, et que les autorités ont omis d'envoyer des secours vérifier les maisons pendant ou après la crue afin de voir si d'éventuelles victimes s'y trouvaient. Enfin, les divers ouvrages présents sur la rivière ont provoqué d'importants remous à partir du pont Battant, ce qui a forcé le Doubs à se creuser un second lit dans la rue Claude-Pouillet, aggravant considérablement la situation aux abords de l’hôpital Saint-Jacques. Ces remous se sont étendus jusqu’au pont de Bregille à cause de l’effet du Bastion 17 et du pont de la République, provoquant encore plus de dégâts.
Pourtant, un plan d'ouvrages en cas de crue avait été prévu. Il aurait certainement permis d'atténuer les conséquences de cette inondation sans précédent, mais il ne fut pas mis en place. Alexandre Grosjean (1851 - 1922), maire de la ville de 1906 à 1912, se défend tant bien que mal et évoque des difficultés financières ainsi qu'un abandon de l'État quant aux engagements financiers pour la réfection des points stratégiques de la ville lors de crues. 

## Analyse et dispositions prises depuis 1910

### Une crue rare mais pas unique

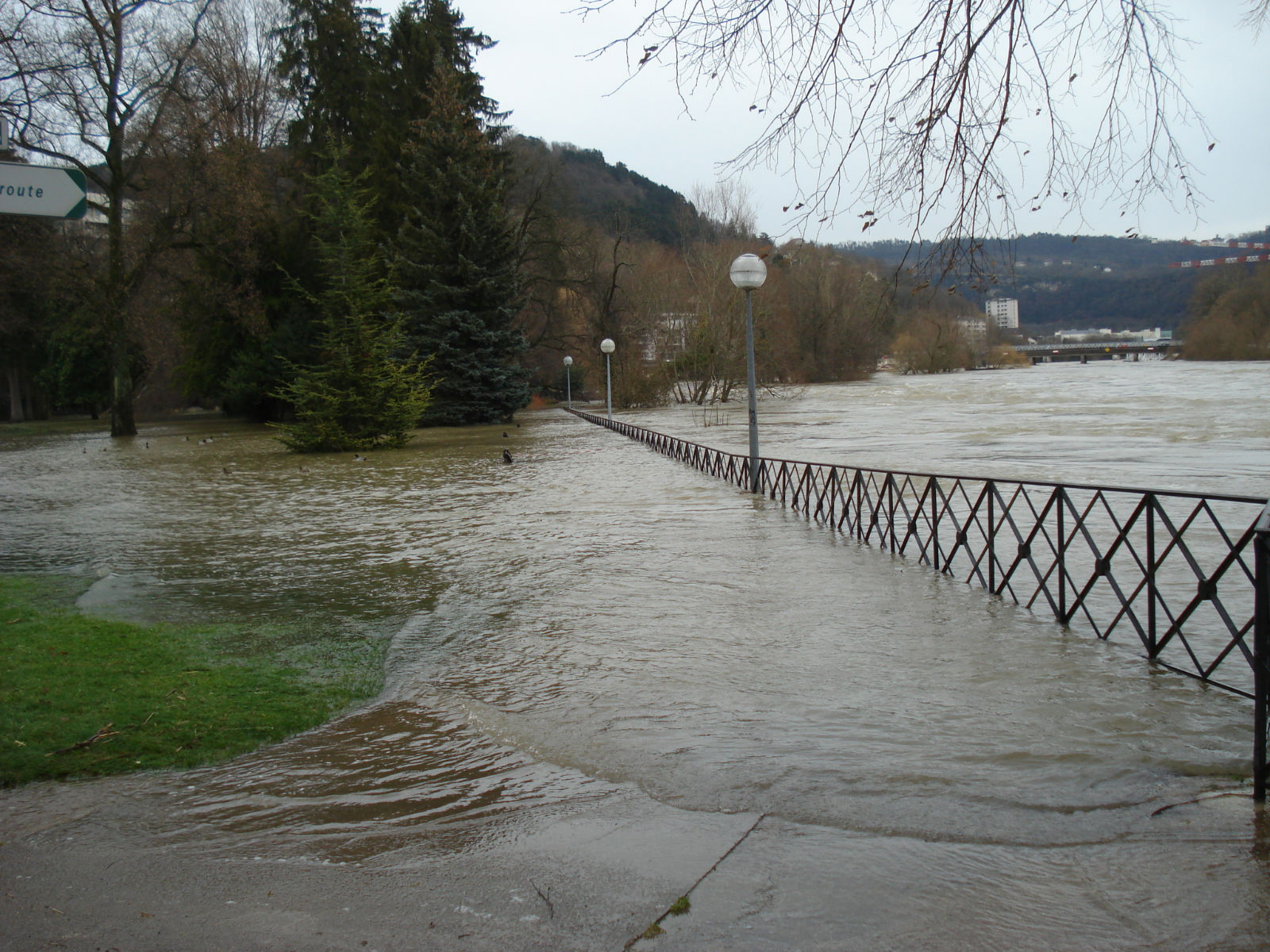
Crue au niveau de la promenade Micaud, le 8 décembre 2010.

La ville de Besançon, en collaboration avec des experts du département hydrologie et risques naturels de la Direction régionale de l’Environnement, a réfléchi sur les éventualités d'une nouvelle crue comme celle de 1910, et des moyens qu'il faudrait mettre en œuvre pour tenter d'en limiter l'impact. La capitale franc-comtoise connut d'autres inondations en 1955, 1970, 1983, 1990 et 1999, mais qui furent bien moins importantes que celle de 1910 ; pourtant l'expert Yannick Cadet est certain qu'une nouvelle catastrophe du même impact est plus que probable. En expliquant que personne ne peut prévoir ce phénomène inévitable et que chaque rivière est susceptible de connaître une crue dite centennale, il préconise plusieurs solutions afin de minimiser l'importance d'une telle inondation dans la cité.
Le journal Le Point a d'ailleurs publié un article sur le sujet en 2004, expliquant que des scènes telles qu'elles ont été vues lors de la crue de 1910 seraient vraisemblables à l'avenir, si le Doubs atteignait de nouveau les mêmes cotes. Il juge l'expertise de la Direction régionale de l’Environnement, précisant que les modèles de calcul ne sont pas contestables, mais que cependant les volumes pris en compte dans cette étude sont un peu excessifs. En effet, en se fondant sur la crue de 1910, qui est la plus importante de toute l'histoire de Besançon, il est possible de constater que le volume maximum était de 1 610 m3/s, et que le pont Battant à plusieurs arches avait largement contribué à déverser les eaux dans la Boucle en faisant barrage. Or, l'étude se fonde sur une valeur de 1 750 m3/s ce qui surélève de près d'un mètre le niveau d'eau par rapport à 1910, alors même que les ponts de la ville ont été reconstruits après guerre et que, de ce fait, ils ne favorisent plus l'étendue des flots.
André Bachoc, responsable de la Direction régionale de l'Environnement, a répondu que cette valeur est celle de la précaution, et qu'il est envisageable qu'une crue semblable à celle de 1910 ait de nouveau lieu, et même une plus importante. Comme pour Besançon, de nombreuses autres villes de France et du monde sont exposées à ce genre de risque et réfléchissent aux solutions à mettre en œuvre pour contrer le phénomène. C'est notamment le cas de la région Île-de-France qui pourrait être confrontée un jour ou l'autre à une nouvelle montée historique de la Seine.

### Études et dispositions anti-crues

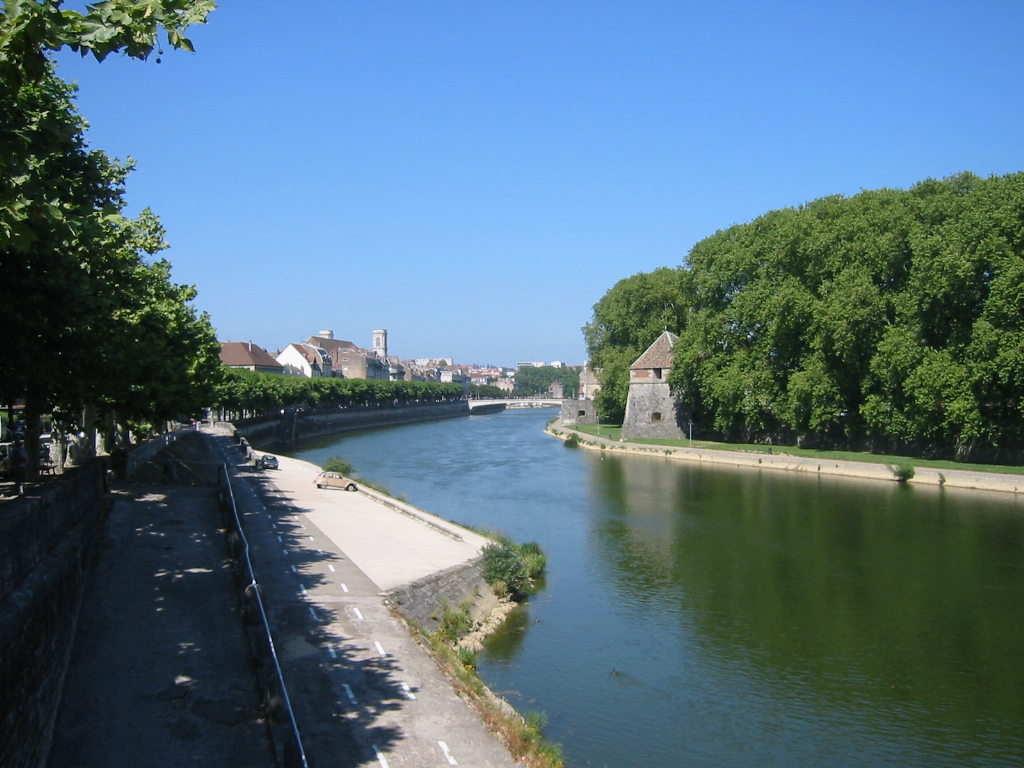
Le Doubs à Battant, en 2006.

Selon l'étude de la Direction régionale de l’Environnement, l'expert Yannick Cadet préconise pour Besançon, au-delà d'attendre simplement l'arrivée d'un désastre pour réagir, de réaliser des travaux tels que le rehaussement des berges ou la construction de digues. Cela n'arrêtera pas une crue de la puissance de celle de 1910, mais peut au moins diminuer les risques de dégâts majeurs, ajoute-t-il. D'après lui, c'est aussi la prise de conscience des habitants qui reste le rempart le plus efficace, face à une éventuelle catastrophe de ce genre. Le dernier point crucial pour Yannick Cadet, est l’élaboration d’un Plan de prévention des risques d’inondation (PPRI) à destination des communes traversées par le Doubs, notamment à Besançon.
Ainsi, Besançon dispose d'un plan d’aléas combinant hauteurs de crues et vitesse de l’eau sur le tronçon Deluz-Avanne-Aveney. Celui-ci impose un plan local d’urbanisme, comprenant un cahier des charges rigoureux dans les zones inondables, ainsi que des prescriptions relatives aux constructions existantes, afin de réduire la vulnérabilité des infrastructures. Par exemple, La Rodia a été surélevée de 2,5 mètres par rapport au terrain afin de respecter la cote de crue, des dispositions complémentaires pour préserver l'îlot Pasteur des inondations ont été envisagées, de même que pour la réhabilitation de l'hôpital Saint-Jacques.
La ville possède également un procédé d’alerte qui permet de prévenir simultanément des milliers de Bisontins par téléphone de la montée programmée ou imminente des eaux. Mais la municipalité envisage d'autres mesures préventives : ainsi, elle a récemment commencé des études afin de créer des aménagements hydrauliques de protection de la Boucle pour préserver la population d'éventuels risques d’inondations. Enfin, l'édification de murs anti-crue sur la rive gauche du Doubs, en amont du pont de Bregille, ainsi que la mise en place de batardeaux amovibles dans le but de fermer temporairement des points bas dans la berge ou des passages piétons sont également à l'étude.

## Expositions et archives

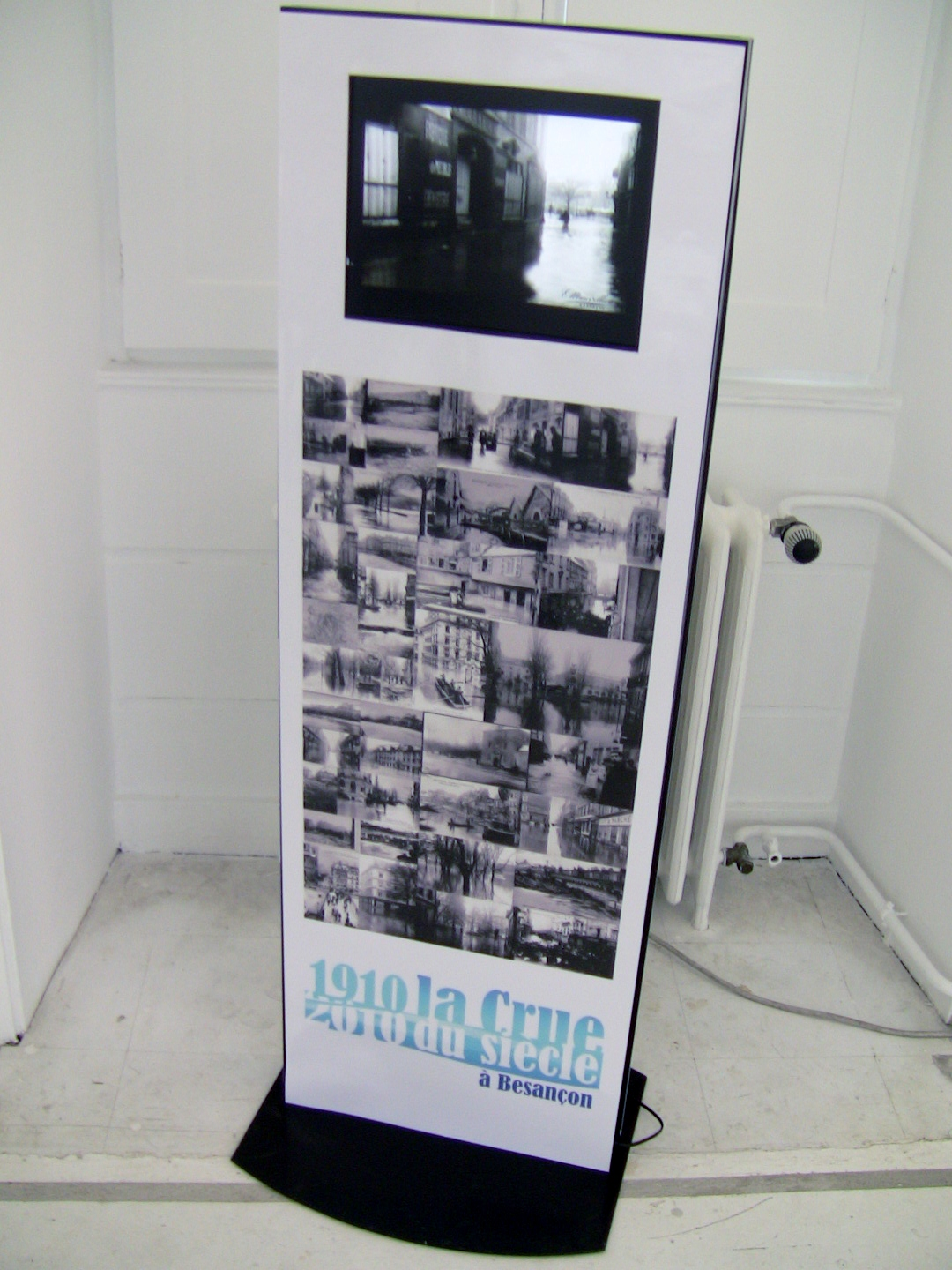
Un panneau interactif à l'expo de 2010.

### Expositions
La crue de 1910 a fait l'objet d'une grande étude au niveau local, et d'une exposition qui y fait suite du 21 janvier au 6 février 2010 à la salle d'exposition de l'Hôtel de ville de Besançon,,. Les visiteurs pouvaient voir une trentaine de photographies d'époque, accompagnées de légendes ainsi que d'un grand plan au sol permettant de visualiser précisément les zones sinistrées par les inondations,. Aussi, des panneaux furent installés en dix-sept lieux extérieurs du 21 au 28 janvier, afin de témoigner de l'ampleur des inondations dans La Boucle,.

### Archives photographiques
De nombreuses photographies ont été prises lors de la catastrophe, permettant de constituer des archives très complètes. Bien que de mémoire, la crue de 1882 rivalise avec celle de 1910, le XXe siècle apporte une avancée technologique bénéficiant à la photographie, dont de nombreuses personnes ont profité pour immortaliser l'instant. Les photographes de l'époque bravent le froid, la pluie et parfois le risque de la force du courant, conscients de l'importance de l'événement, afin d'apporter les clichés des rues bisontines inondées dans leurs ateliers.
De nombreuses cartes postales sont ainsi éditées ; de par leur image mais aussi parfois avec le texte au verso, elles rendent compte de l'ampleur du phénomène. La plupart des clichés furent sélectionnés puis numérisés par la Direction régionale de l'environnement (DIREN), avec l'appui des Archives départementales et municipales et exposées ou diffusées notamment sur Internet.

### Besançon autrefois
1. 1 2 3 4 5  Besançon autrefois, page 11.
2. ↑  Besançon autrefois, page 18.
3. 1 2 3 4 5 6 7 8  Besançon autrefois, page 161.
4. 1 2 3 4 5  Besançon autrefois, page 162.
5. 1 2 3 4 5 6 7 8 9 10 11 12 13 14  Besançon autrefois, page 163.
6. 1 2 3 4 5  Besançon autrefois, page 164.
7. 1 2 3 4 5 6 7 8 9  Besançon autrefois, page 167.
8. ↑  Besançon autrefois, page 166.
9. 1 2 3 4 5  Besançon autrefois, page 171.
10. 1 2 3 4 5 6 7 8  Besançon autrefois, page 172.
11. 1 2 3  Besançon autrefois, page 170.

### Communiqué officiel de la ville de Besançon
- Communiqué officiel de la ville de Besançon

1. 1 2 3 4 5  Communiqué officiel de la ville de Besançon, page 3.
2. 1 2 3 4 5 6 7 8 9 10 11 12 13 14  Communiqué officiel de la ville de Besançon, page 8.
3. 1 2 3 4 5 6 7 8 9 10 11 12 13 14 15 16 17 18 19 20 21 22 23  Communiqué officiel de la ville de Besançon, page 5.
4. 1 2 3 4 5 6 7 8 9 10 11 12 13 14 15 16 17  Communiqué officiel de la ville de Besançon, page 6.
5. 1 2 3 4 5 6 7 8 9 10 11 12 13 14  Communiqué officiel de la ville de Besançon, page 7.
6. 1 2 3 4 5 6 7 8 9 10 11 12 13 14 15 16 17  Communiqué officiel de la ville de Besançon, page 9.

### Autres sources
1. ↑  Des villages de Cassini aux communes d'aujourd'hui, « Notice communale : Besançon », sur ehess.fr, École des hautes études en sciences sociales (consulté le 14 juillet 2021).
2. ↑  Cartes IGN consultées sur Géoportail.
3. 1 2  André Gibert, Les Études rhodaniennes volume 6, page 308.
4. 1 2 3 4  100 ans de faits divers volume 1 : hors-série de L'Est républicain (Alsace-Lorraine et Franche-Comté), 2009, page 149.
5. 1 2 3 4 5 6 7 8 9 10 11 12 13 14 15 16 17 18 19 20  La crue du Doubs de 1910 sur le site officiel du BVV (consulté le 21 mars 2011).
6. 1 2  Journal le Figaro du 21 janvier 1910 sur Gallica.bnf.fr (consulté le 21 mars).
7. ↑  Histoire d'une ville : Besançon, page 104.
8. ↑  Les inondations de janvier 1910 à Besançon, sur Racinescomtoises.net (consulté le 19 mars 2011).
9. 1 2 3 4 5  L'année 1910 à Besançon sur Cpa-besancon.fr (consulté le 20 mars 2011).
10. ↑  André Gibert, Les Études rhodaniennes volume 6, page 309.
11. ↑  Sarah Sergent, Besançon d'Antan: Besançon et ses environs à travers la carte postale ancienne, HC, 2007, 111 pages, page 97.
12. ↑  Journal le Matin du 21 janvier 1910 sur Gallica.bnf.fr (consulté le 21 mars)
13. ↑  Le centenaire de la crue 1910 à Besançon, sur le site de l'observatoire des inondations du Doubs (consulté le 19 mars 2011).
14. 1 2 3 4 5 6 7  Analyse de l'étude de la ville de Besançon sur les crues du Doubs, par le Point (consulté le 21 mars 2011).
15. ↑  Sarah Sergent, Besançon d'Antan: Besançon et ses environs à travers la carte postale ancienne, HC, 2007, 111 pages, page 94.
16. ↑  Statistique sur les crues du Doubs à Besançon
17. ↑  Journal l'Illustration du 29 janvier 1910, numéro 3492, 24 pages.
18. ↑  Journal La Voix du Haut Doubs/Le Pontissalien de janvier 1910 ; numérisé le 10 décembre 1971 par les Archives municipales de la Ville de Pontarlier : aperçu.
19. ↑  Éducation : Paris inondé, les métropoles face aux crues, sur Risquesmajeurs.fr (consulté le 21 mars 2011).
20. 1 2 3 4 5  Exposition sur la crue de 1910 à Besançon, sur le site officiel de la ville (consulté le 18 mars 2011).
21. ↑  Exposition sur la crue de 1910 à Besançon, sur le site officiel de la Direction régionale de l'Environnement de Franche-Comté (consulté le 19 mars 2011).
22. ↑  Exposition sur la crue de 1910 à Besançon, sur le site officiel de France 3 Franche-Comté (consulté le 18 mars 2011).
23. ↑  Collaboration photographique entre la DIREN et les Archives départementales du Doubs (consulté le 21 mars 2011).